# Räbke
Räbke là một đô thị của huyện Helmstedt, bang Niedersachsen, Đức. Đô thị này có diện tích 11,35 km². Đô thị này thuộc đô thị tập thể (Samtgemeinde) Nord-Elm. Đô thị này nằm ở phía bắc dãy đồi Elm bên sông Schunter.